# Џек Кејд
Џек Кејд (умро 12. јула 1450) био је вођа устанка који је 1450. године избио у Енглеској. Устанак је угушен, а Џек Кејд погубљен.

## Устанак
Центар устанка био је Кент. Устанак је захватио јужне пределе Енглеске. Вођа устанка био је Џек Кејд, искусан војник. Основну грађу устаника чинили су сељаци, али им се придружило мноштво ритера. Џек Кејд је окупио армију од око 20.000 људи и кренуо на Лондон. Кејдов манифест протестовао је против тешких глоба, изнуђивања краљевих чиновника, незаконитог притиска на изборе и низа других злоупотреба. Устаницима су отворене капије Лондона. Кејд је предао суду и погубио најомраженије краљеве саветнике које је успео да ухвати. Међутим, споразу са буржоазијом није дуго трајао. Сиротиња је почела да пали и пљачка град као у време устанка Вота Тајлера. Буржоазија је уз помоћ тауерског гарнизона потисла устанике из града. Кентерберијски архиепископ је понудио устаницима пуну амнестију уколико се повуку. Кејд је распустио армију након чега влада укида амнестију. Кејд је ухваћен и погубљен, а по читавом Кенту су подигнута вешала.